# L'Autre Faubourg
L’Autre Faubourg est un complexe commercial situé à Cholet, en Maine-et-Loire, dans la zone d'activité commerciale de l’Écuyère. Il est composé de 33 enseignes et a ouvert le mercredi 24 mars 2010.

## Architecture

### Généralités

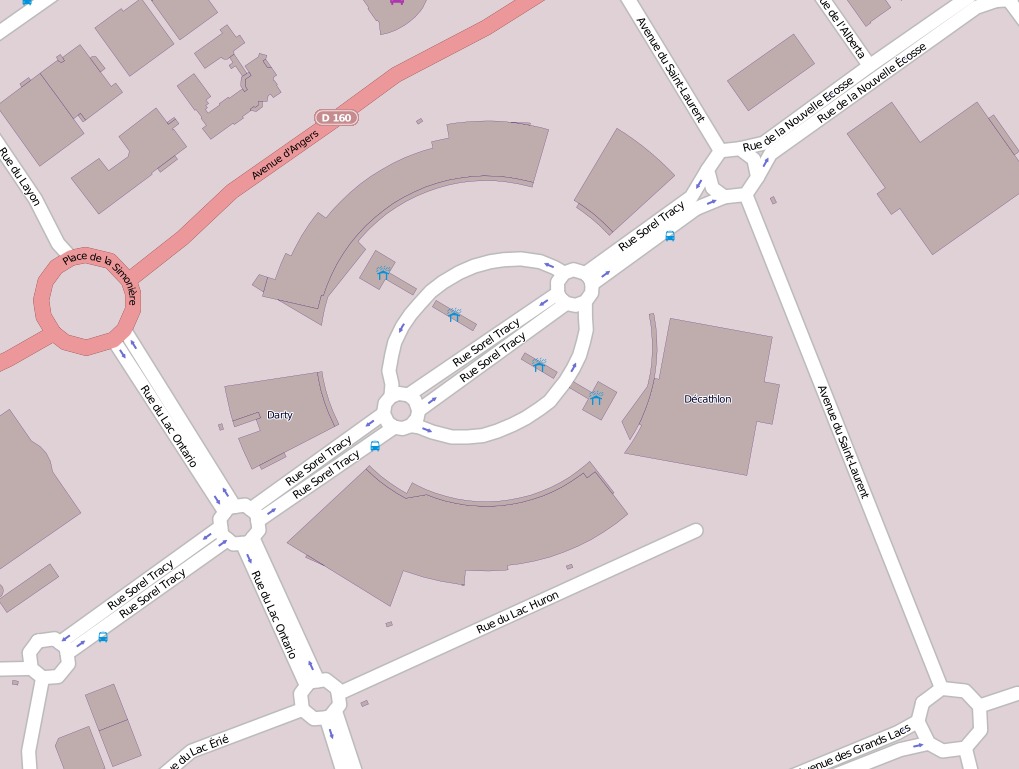
Carte du centre commercial.

Ce parc d'activité commerciale a été initié par la société choletaise OREAS et conçu avec le cabinet Philippe Vallecillo Architecture (PVA), le concours de Paul Joly, du laboratoire d’accessibilité et d’autonomie et celui de Michel Jeannenot et Thomas Beaumont de la société Mobhilis[source secondaire souhaitée].

### Dispositifs destinés à l’accessibilité
Des dispositifs suivants vont au-delà de la loi du 11 février 2005 dite loi pour l’égalité des droits et des chances, la participation et la citoyenneté des personnes handicapées[source secondaire souhaitée]

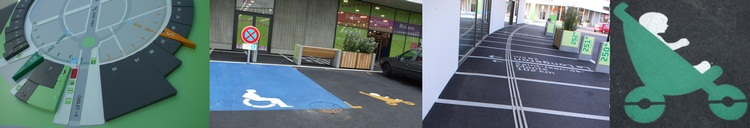
Panneau signalétique.

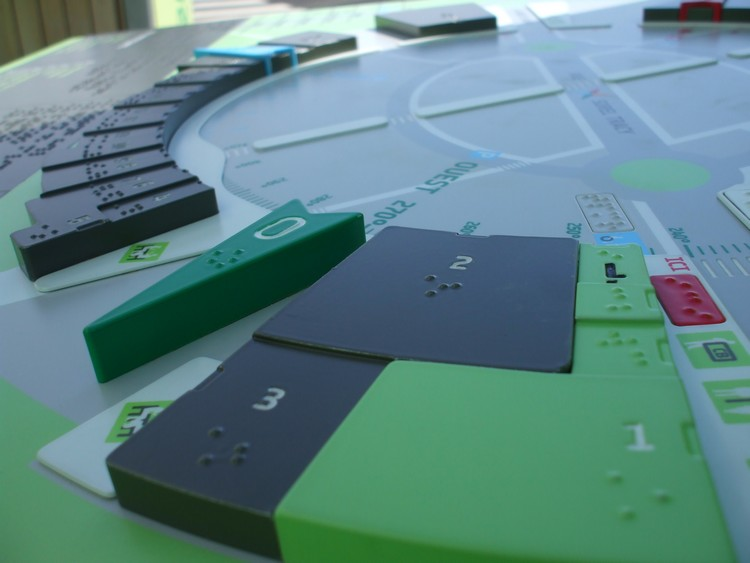
Table d’orientation en relief avec titrage en braille pour les déficients visuels.

## Dispositifs voués à l’environnement et au développement durable

### Espace et fluidité
Le concept de la boussole propose une architecture en arc de cercle qui permet une visibilité à 360°. Cette dernière crée une unité et permet la fluidité des déplacements, elle favorise la notion d’accessibilité[source secondaire souhaitée].

### Intégration dans l’environnement
Cette section ne s'appuie pas, ou pas assez, sur des sources secondaires ou tertiaires indépendantes du sujet.

Pour l'améliorer, ajoutez-en, ou placez des modèles {{Source secondaire souhaitée}} ou {{Source secondaire nécessaire}} sur les passages mal sourcés. (mars 2024)
Une trentaine de boutiques sur 28 000 m2 de surface hors œuvre nette (SHON) en arc de cercle entourant 1 200 places de parking organisé en demi-cercles, chacun desservi par une voie centrale pour une circulation d’un pôle à l’autre. Ainsi les voitures sont concentrées en un seul lieu et le reste du site destiné aux piétons.
Ces aménagements se fondent dans les 20 000 m2 d’espaces verts arborés.

### Développement durable

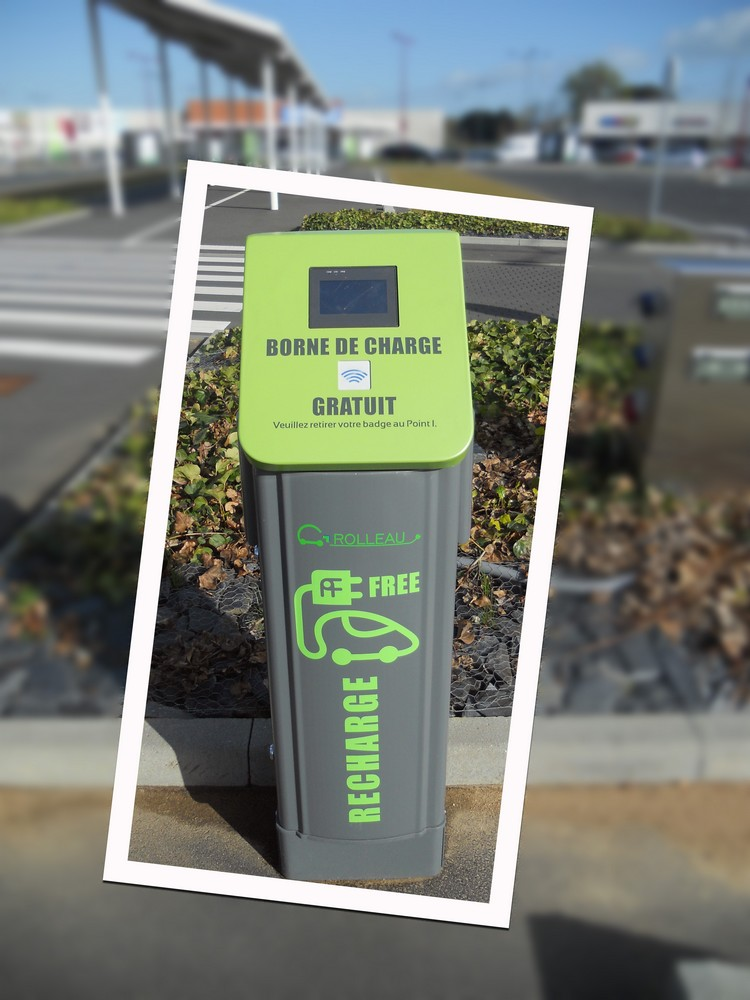
Borne de charge pour véhicules électriques.

L’accessibilité passe également par la possibilité de se rendre à L’Autre Faubourg soit en bus, grâce à la création de deux arrêts de bus, soit à vélo grâce à une piste cyclable.
Le site est aussi équipé de panneaux photovoltaïques et d’une éolienne qui répondent aux besoins énergétiques des parties communes[source secondaire souhaitée]. Un système de récupération des eaux de pluie (400 m3) est mis en place afin de contribuer à l’entretien des espaces verts[source secondaire souhaitée]. 
Depuis janvier 2012, une borne de charge pour véhicules électriques est à disposition gratuitement pendant les horaires d'ouverture[source insuffisante]. C'est la première borne installée en Maine-et-Loire.

## Historique
- 26 juin 2009 : pose de la première pierre de l’Autre Faubourg par Gilles Bourdouleix, maire de Cholet[3].
- 24 mars 2010 : ouverture du centre commercial au public ; cent mille visiteurs estimés lors de la première semaine d’ouverture[4]. Certains magasins ouvrent plus tard comme Darty (août 2010)[5].
- 1er avril 2010 : inauguration du parc commercial.

## Accès et stationnement
L'accès en voiture est possible à partir de l'autoroute A 87, de la route nationale 160 (RN 160) et du boulevard périphérique est ainsi que par les transports en commun depuis le centre-ville par la ligne no 1 avec deux arrêts (L'Autre Faubourg Ouest et L'Autre Faubourg Est).
Pour le stationnement, les véhicules disposent de 1 200 places gratuites pour les voitures dont 40 pour personnes à mobilité réduite ou familles avec poussettes, 42 places pour les deux-roues et 21 portes-vélo.

## Enseignes commerciales
Le complexe est constitué de 33 enseignes dont une crèche. Les enseignes sont diversement représentatives de l’univers de la maison, de la culture au sport en passant par la mode.

## Gestion du site
Le site est géré par un syndicat de copropriétaires[source secondaire souhaitée].